# Sông Lạng
Sông Lạng là một con sông chảy qua 2 tỉnh Hòa Bình và Ninh Bình, cùng với sông Bôi là hai nhánh chính đổ vào sông Hoàng Long. Có nhiều hồ nước lớn thuộc lưu vực sông Lạng như hồ Luông Bai (Hòa Bình) và hồ Yên Quang (Ninh Bình).

## Dòng chảy
Thượng nguồn sông Lạng thuộc huyện Yên Thủy, do nhiều nhánh suối tạo thành. Có thể coi sông Lạng bắt nguồn từ 2 hệ thống nhánh chính ở 2 xã Lạc Lương và Đa Phúc hợp lưu trong địa phận xã Bảo Hiệu, chảy qua xã Hữu Lợi (Vì sông Lạng đi qua xóm Rộc nên ở xã Hữu Lợi nó còn được gọi là sông Rộc) rồi đi vào ranh giới 2 tỉnh Hòa Bình và Ninh Bình (giữa các cặp xã Đoàn Kết - Thạch Bình và Ngọc Lương - Phú Sơn. Sông Lạng chảy vào Ninh Bình xuyên qua thị trấn Nho Quan rồi cùng với sông Bôi hợp lưu vào sông Hoàng Long tại khu vực suối khoáng Kênh Gà.
Sông Lạng có diện tích lưu vực thuộc tỉnh Hoà Bình là 156 km2. Hiện tỉnh Hòa Bình đang đầu tư xây dựng công trình thủy lợi hồ Lạng trên sông Lạng huyện Yên Thủy.
Sông Lạng cùng với sông Bôi là phụ lưu chính đổ vào sông Hoàng Long ở dưới trạm thủy văn Bến Đế. Sông có diện tích lưu vực là 204km2, chiều dài sông 31,5 km, chiều dài lưu vực là 32,5 km, chiều rộng lưu vực trung bình là 6,3 km, độ dốc trung bình lưu vực 2,2%, độ cao bình quân lưu vực là 72m.

## Giao thông
Hiện tỉnh Ninh Bình đã nâng cấp tuyến đường thủy sông Lạng đoạn từ Phú Sơn, Nho Quan đến Cầu Nho Quan là tuyến đường thủy địa phương. Đoạn còn lại từ Cầu Nho Quan đến sông Hoàng Long đã nằm trong danh sách hệ thống đường thủy quốc gia.
Trên sông Lạng có các bến đò Châu Sơn và bến đò Lạc Uyển.

## Các sông nhánh
Sông Lạng đổ nước vào sông Hoàng Long tại Kênh Gà, sông Hoàng Long lại đưa nước vào sông Đáy tại Gián Khẩu. Như vậy sông Lạng là chi lưu cấp 1 của sông Hoàng Long và là chi lưu cấp 2 của sông Đáy. Đến lượt mình, sông Lạng lại có rất nhiều các phụ lưu cấp 1 và cấp 2 hợp thành trên dọc chiều dài dòng chảy.
- Suối Bai Trường là hợp lưu của các suối Lù, suối Cụt chảy qua Hàng Trạm, Đoàn Kết của Yên Thủy rồi hợp lưu vào sông Lạng.
- Suối Hán Cụt: chảy qua các xa Yên Trị, Ngọc Lương của huyện Yên Thủy rồi đổ vào sông Lạng
- Kênh nối hồ Yên Quang đia giữa ranh giới Hòa Bình và Ninh Bình qua các xã Yên Quang, Ngọc Lương, Đồng Phong rồi hợp lưu vào sông Lạng
- Kênh 30: Nối từ sông Rịa tại xã Sơn Thành, chảy qua các xã Thanh Lạc, Thượng Hòa huyện Nho Quan rồi hợp lưu vào sông Lạng.
- Kênh Thống Nhất: Nối từ sông Rịa tại xã Sơn Thành, chảy qua các xã Thanh Lạc, Thượng Hòa huyện Nho Quan rồi hợp lưu vào sông Lạng.